# Nicole Favart
Nicole Favart est une actrice et directrice artistique française, spécialisée dans le doublage.
Elle fut une des voix régulières de l'actrice Diane Ladd.

## Biographie
Alors qu'elle est encore élève au Conservatoire de Paris, elle fait ses débuts sur scène à la Comédie-Française dans une courte pièce de Jacques Audiberti. Elle se tourne vers la doublage au début des années 1960. Elle prête notamment sa voix à Mia Farrow dans Rosemary's Baby, Katharine Ross dans Butch Cassidy et le Kid et Piper Laurie dans Carrie au bal du diable. Elle a aussi doublé  Miriam Margolyes (le professeur Chourave) dans la série des Harry Potter et Kathryn Joosten (Karen McCluskey) dans Desperate Housewives. Elle est également directrice artistique pour le doublage de films, téléfilms et séries comme Hercule Poirot.

## Théâtre
- 1948 : Les Femmes du bœuf de Jacques Audiberti, Comédie-Française : l'institutrice
- 1953-1954 : Le Misanthrope de Molière, mise en scène d'Hubert Gignoux, Centre dramatique de l'Ouest (Rennes) puis théâtre des Mathurins : Éliante
- 1965 : Dom Garcie de Navarre de Molière, mise en scène de Pierre Peyrou, théâtre Daniel-Sorano : Élise
- 1965 : Pepsie de Pierre-Edmond Victor, mise en scène de Jean-Laurent Cochet, théâtre Daunou : Marie-Aurore
- 1968 : Pitié pour Clémentine, comédie musicale de Jean-Jacques Odier, théâtre des Arts : Clémentine
- L'Ingénue d'Henri Meilhac et Ludovic Halevy, théâtre de la Cité universitaire : Adèle
- Les Trente Millions de Gladiator d'Eugène Labiche, théâtre de la Cité universitaire : Juliette
- Trois mois de prison de Charles Vildrac, Ciné-club Champerret : Mariette
- L'Amour des quatre colonels de Peter Ustinov, théâtre Fontaine : Virginie
- La Cuisine des anges d'Albert Husson, théâtre des Arts : Isabelle
- La Bigote de Jules Renard, théâtre du Tertre
- Antigone de Sophocle, salle Pleyel : Électre

## Filmographie

### Télévision
- 1958 : La caméra explore le temps : Minna (1 épisode)

## Doublage
Sources : AlloDoublage, Doublage Séries Database, Planète Jeunesse et La Tour des héros

### Cinéma

#### Films
- Piper Laurie dans : 
  - Carrie au bal du diable (1976) : Margaret White
  - The Faculty (1998) : Mme Olson
  - Hesher (2010) : Madeleine Forney

- Ann-Margret dans :
  - L'Amour en quatrième vitesse (1964) : Rusty Martin
  - Les Tueurs de San Francisco (1965) : Kristine Pedak

- Diane Ladd dans :
  - La Veuve noire (1987) : Etta
  - Can't Be Heaven (en)  (1999) : Nona Gina

- Laurel Cronin dans :
  - Hook ou la Revanche du capitaine Crochet (1991) : Liza
  - Beethoven (1992) : Devonia Pest

- Dana Ivey dans :
  - La Famille Addams (1991) : Margaret Alford
  - Les Valeurs de la famille Addams (1993) : Margaret

- Miriam Margolyes dans :
  - Harry Potter et la Chambre des secrets (2002) : le professeur Chourave
  - Harry Potter et les Reliques de la Mort, partie 2 (2011) : le professeur Chourave

- 1951[5] : La Furie du Texas : Amy Brooks (Helena Carter)
- 1959 : Le Chevalier du château maudit : Violante (Maria Sima)
- 1961 : Viridiana : Viridiana (Silvia Pinal)
- 1961 : Quelle joie de vivre : Franca Fossati (Barbara Lass)
- 1963 : Une certaine rencontre : Angie Rossini (Natalie Wood)
- 1963 : Le Corps et le Fouet : Katia (Evelyn Stewart)
- 1963 : La Maison du diable : Nell Lance (Julie Harris)
- 1963 : Maciste contre Zorro : Carmencita (Rosy de Leo)
- 1963 : Bons baisers de Russie : Sylvia Trench (Eunice Gayson)
- 1964 : La Nuit de l'iguane : Charlotte Goodall (Sue Lyon)
- 1965 : Les Exploits d'Ali Baba : Nalu (Irene Tsu)
- 1966 : Nevada Smith : Neesa (Janet Margolin)
- 1966 : Navajo Joe : Barbara (Franca Polesello)
- 1967 : Les Trois Fantastiques Supermen : Natacha (Evi Rigano)
- 1967 : Le Voyage : Sally Groves (Susan Strasberg)
- 1968 : Le Dernier Train du Katanga : Claire (Yvette Mimieux)
- 1968 : Rosemary's Baby : Rosemary (Mia Farrow)
- 1969 : Butch Cassidy et le Kid : Etta Place (Katharine Ross)
- 1969 : La Descente infernale : Lena (Carole Carl)
- 1970 : Les Tueurs de la lune de miel : Delphine Downing (Kip McArdle)
- 1970 : Dans les replis de la chair : Ester Radiguet (Pier Angeli) et Françoise Lagardère (Maria Rosa Sclauzero)
- 1971 : Les Évadés de la planète des singes : Dr Stephanie Branton (Natalie Trundy)
- 1972 : Les Poulets : l'inspecteur Eileen McHenry (Raquel Welch)
- 1972 : Le Flingueur : la prostituée (Jill Ireland)
- 1972 : Avanti! : Pamela Piggott (Juliet Mills)
- 1973 : Breezy : Paula (Joan Hotchkis)
- 1974 : Le Crime de l'Orient-Express : Mary Debenham (Vanessa Redgrave)
- 1974 : Larry le dingue, Mary la garce : Evelyn (Lynn Borden)
- 1974 : Top Secret : Rachel Paterson (Celia Bannerman)
- 1975 : Les Trois Jours du Condor : Mae Barber (Carlin Glynn)
- 1977 : Un espion de trop : Barbara (Lee Remick)
- 1977 : L'Affaire Mori : Angela Mori (Rossella Rusconi)
- 1977 : Le Cercle infernal : Lily Lofting (Jill Bennett)
- 1978 : Furie : Katharine Bellaver (Joyce Easton)
- 1978 : Ces garçons qui venaient du Brésil : Mrs. Dorine (Rosemary Harris)
- 1978 : La Grande Menace : Grace Pennington (Avril Elgar) (1er doublage)
- 1979 : Violences sur la ville : Sandra Willat (Ellen Geer)
- 1980 : Sursis pour l'orchestre : Etalina (Robin Bartlett)
- 1988 : Bird : la baronne Nica (Diane Salinger)
- 1990 : Pacific Palisades : Liza (Anne Curry)
- 1990 : Total Recall : Dr Renada Lull (Rosemary Dunsmore)
- 1991 : Traumatismes : Lillian Anderson (Kim Novak)
- 1993 : Philadelphia : Sarah Beckett (Joanne Woodward)
- 1993 : La Leçon de piano : la tante Morag (Kerry Walker)
- 1996 : Jane Eyre : Mme Faifax (Joan Plowright)
- 2002 : La Machine à explorer le temps : Mme Watchett (Phyllida Law)
- 2002 : Loin du paradis : Mme Leacock (Bette Henritze)
- 2005 : Le Monde de Narnia : Le Lion, la Sorcière blanche et l'Armoire magique : Mme Castor (Dawn French) (voix)
- 2008 : Intraçable : Stella Marsh (Mary Beth Hurt)
- 2010 : Fish and Chips 2 (en) : la tante Annie (Lesley Nicol)
- 2010 : Copains pour toujours : Gloria (Joyce Van Patten)
- 2011 : Bucky Larson : Super star du X : Mme Bozobop (Beverly Polcyn)
- 2013 : Shérif Jackson : Bertha Jean (Kathy Lamkin)

#### Films d'animation
- 1982 : Albator 84 : L'Atlantis de ma jeunesse : Emeraldas
- 1989 : Charlie : Flo[6]
- 1989[7] : Kiki la petite sorcière : Dora
- 1999[8] : Mes voisins les Yamada : voix additionnelles
- 2000 : Pantin la pirouette : voix additionnelles
- 2003 : La Famille Delajungle, le film : Cordelia Delajungle[9]
- 2010 : Le Royaume de Ga'hoole : Madame P.[10]
- 2011 : Gnoméo et Juliette : Dame Bluebury[11]
- 2019 : J'ai perdu mon corps : Mme Lussac (création de voix)

### Télévision

#### Téléfilms
- Ellen Burstyn dans :
  - La Force de vivre (en) (1990) : l'infirmière Cooder
  - Innocence perdue (en) (1992) : Wilma

- Diane Ladd dans :
  - Christy : Au cœur du souvenir (en) (2000) : Alice Henderson
  - Le Choix de Gracie (2004) : Louela Lawson

- 1981 : À l'est d'Éden : Kate Trask (Jane Seymour)
- 1996 : The Angel of Pennsylvania Avenue (en) : Mlle Knight (Donna White)
- 1998 : Le Chemin de l'espoir (en) : Coreen Davis (Mary Kay Place)
- 2000 : Je t'aime : Mme Blaizeau (Antonella Lualdi)
- 2000 : The Wednesday Woman : Andrea Glissner (Babz Chula (en))
- 2012 : Le Mystère d'Edwin Drood : Mme Crisparkle (Julia McKenzie)
- 2013 : Sacrifice : Libuše Palachová (Jaroslava Pokorná)

#### Séries d'animation
- 1965-1966 : Les Sentinelles de l'air : Lady Pénélope Creighton-Ward
- 1977-1978 : Rémi sans famille : Mme Barberin
- 1980 : Rody le petit Cid : Theresa
- 1981 : Blackstar : Mara / la reine Taleena
- 1981-1982 : Sandy Jonquille : la narratrice
- 1985-1986 : Emi magique : la mère de Maï (voix de remplacement)
- 1985 : Princesse Sarah : Mlle Amélia Mangin
- 1990-1995 : Les Tiny Toons : voix additionnelles
- 1992-1995 : Batman : Dr Leslie Thompkins et Martha Wayne
- 1993-1998 : Animaniacs : Mlle Flamelle (épisodes 16 et 77), Braillafiora (épisode 31), la reine Elizabeth et la reine-mère (épisode 45)
- 1998-2003 : La Famille Delajungle : Grand-mère Sophie

### Jeu vidéo
- 1993 : Inca II: Wiracocha : Acla

### Direction artistique

#### Téléfilms
- 2003 : Un père Noël au grand cœur[12]
- 2003 : Souvenirs perdus[12]
- 2004 : La Saveur du grand amour
- 2005 : Au cœur de la forêt[12]
- 2006 : Ma grand-mère est riche[12]
- 2007 : L'Amour à l'horizon[12]
- 2007 : Des yeux dans la nuit[12]
- 2009 : La Jeune Fille aux fleurs[12]
- 2010 : Le Droit à l'amour
- 2010 : Le Cœur de la famille
- 2010 : Candidat à l'amour[12]
- 2010 : La Fille de l'ascenseur[12]
- 2010 : Le Tumulte des sentiments[12]
- 2011 : Le Spectacle de Noël
- 2011 : Mademoiselle Noël[12]
- 2011  : Les Chassés-croisés de Noël[12]
- 2013 : Le Ranch de la vengeance

#### Séries télévisées
- 1993-2000 : Sauvés par le gong : La Nouvelle Classe
- 2001-2005 : Parents à tout prix
- 2002 : Apparitions[12] (mini-série)
- 2007-2008 : Post mortem
- 2008-2011 : Hercule Poirot (saisons 11-12)

#### Série d'animation
- 1998-2003 : La Famille Delajungle[13] (avec Michel Eloy et Gérard Dessalles)